# تشارلز سوير راسيل
تشارلز سوير راسيل (بالإنجليزية: Charles Sawyer Russell)‏ هو ضابط أمريكي، ولد في 15 مارس 1831 في بوسطن في الولايات المتحدة، وتوفي في 2 نوفمبر 1866 في سينسيناتي في الولايات المتحدة.